# Верховский, Юрий Никандрович
Юрий Никандрович Верховский (23 мая [4 июня] 1878, село Гришнево, Духовщинский уезд, Смоленская губерния — 23 сентября 1956, Москва) — русский и советский поэт, переводчик, историк литературы. Брат художницы Лидии Верховской и химика Вадима Верховского, отец театрального критика Никиты Верховского.

## Биография
Юрий Верховский родился 23 мая (4 июня) 1878 года в селе Гришнево Духовщинского уезда Смоленской губернии в дворянской семье присяжного поверенного. Детство и юность провёл в Смоленске, где получил домашнее начальное образование, а затем учился в классической гимназии.
Окончил в 1898 году IV Ларинскую гимназию в Петербурге, в 1902 году — романо-германское отделение историко-филологического факультета Петербургского университета; кандидатскую работу по вульгарно-латинской поэзии писал под руководством А. Н. Веселовского. Был оставлен при университете, читал лекции по всеобщей и русской литературе в различных учебных заведениях. После смерти Веселовского сосредоточил научные интересы на русской литературе, главным образом пушкинской эпохи.
Печататься как поэт начал в 1899 году. Семейству Верховских принадлежало имение Щелканово в 20 км от Монастырщины, куда Юрий и его брат Вадим приглашали на лето знакомых столичных литераторов. Именно там летом 1905 года Михаил Кузмин написал свою нашумевшую повесть «Крылья». Верховский наряду с Кузминым и его племянником Ауслендером принадлежал к кружку стилизаторов русской словесности «золотого века». В некоторых публикациях их объединяют под названием «классических символистов».
По замечанию А. Лаврова, «слово „старинное“ заключало в себе для Верховского весь спектр поэтических вдохновений». Хотя современники ценили в Верховском «величайшего знатока пушкинской эпохи и умелого имитатора поэтов того времени», его упражнения в реставрации стиха столетней давности быстро прискучили и издателям, и читателям. В январе 1907 г. Кузмин писал в дневнике:
Брюсов и др. говорят, что не знают, что делать с Верховским: ни «Весы», ни «Руно» больше его вещей не хотят, но как техником, как переводчиком, как эссеистом, как человеком очень дорожат. А поэтом он никогда не будет.
В 1907—1908 гг. Верховский обменивался дружескими стихотворными посланиями с Вячеславом Ивановым («Стиха аскет и акробат / Глотал ножи крутых созвучий / И слёту прыгал на канат / Аллитерации тягучей»). В 1908 году в издательстве «Скорпион» вышла первая книга стихов «Разные стихотворения». В 1910 году в Петербурге вышла вторая книга «Идиллии и элегии», сочувственно встреченная Блоком («И в шуме осени суровом / Я вспомнил вас, люблю уже / За каждый ваш намёк о новом / В старинном грустном чертеже»).
В 1911—1915 гг. Верховский преподавал на кафедре западноевропейских литератур Высших женских курсов в Тифлисе, публиковал статьи по русской литературе в газете «Кавказское слово».
С 1918 по 1921 гг. состоял профессором Пермского университета по кафедре истории русской словесности историко-филологического факультета. В это время подготовил к печати антологии поэтов-декабристов и поэтов пушкинской эпохи, которых подразделил на «поэтов-певцов, поэтов образных и поэтов слова-мысли». Возглавлял предметную комиссию (кафедру) методики и методологии литературы
На протяжении многих лет собирал творческое наследие и материалы к биографии А. А. Дельвига, посещал дельвиговские места. Итогом этих штудий стала биография Дельвига, появившаяся в 1922 г.
В 1921 г. переехал в Петроград к сестре Ольге и её мужу В. Г. Каратыгину. С 1924 г. жил в Москве. В 1930-е годы — преподаватель литературных курсов Москпрофобра, член-корреспондент ГАХН (1925—1930).
В 1930-е гг. зарабатывал на жизнь переводами Боккаччо, поэтов Возрождения, Мицкевича, грузинских лириков. В 1940-е гг. Б. Пастернак готовил к публикации итоговый сборник поэзии Верховского, однако издание не состоялось:
Мне было очень приятно подышать этой атмосферой совершенной чистоты и искренности. Одно выписывание начальных строк отобранного для Юрия Никандровича доставило мне поэтическое наслаждение, так эти строки самопроизвольно вырываются и так естественно ложатся.
Во время Великой Отечественной войны, будучи эвакуирован в Свердловск, взял с собой труд всей своей жизни — материалы о Баратынском, но чемодан с ними пропал в дороге. Публиковал «антифашистские сонеты» в изданиях «Говорит Урал», «Уральский современник», «Уральский рабочий», «Литературный Урал», «Тагильский рабочий». Последний прижизненный пятый сборник стихов вышел в Свердловске в 1943 году. Рукописи стихов Верховского, хранившиеся у его сестры Ольги Никандровны Каратыгиной в Ленинграде, погибли после её смерти во время блокады.
По возвращении в Москву переводил грузинских поэтов Александра Кутатели и Виктора Габескирия, сотрудничал с Госиздатом.